# 키타야마 히로미츠
키타야마 히로미츠(일본어: 北山 宏光, 1985년 9월 17일 ~)는 일본의 가수, 배우, 탤런트. 남성 아이돌 그룹 Kis-My-Ft2의 전 멤버.
가나가와현 출신. TOBE 소속.

## 약력
후지이에 카즈요리(후에 유닛·Question?의 멤버가 된다)와 동 시기, 2002년 5월 3일에 쟈니즈 사무소에 입소. 댄스 레슨을 거듭하고 Jr.BOYS에 소속하는 등 선배 탤런트의 백 댄서를 맡는다.
2003년, NEWS가 결성되었을 때, 동 유닛의 멤버로 선택된 마스다 타카히사의 대역으로서 아라시의 콘서트 투어 《How's it going?》 사이타마 공연에 아라시조로서 출연.
2004년, Kis-My-Ft.(〈Kis-My-Ft2〉의 전신)을 결성. 이후, 롤러 스케이트 퍼포먼스를 주로 하는 활동을 실시한다.
2006년, 기간 한정 유닛·Kitty GYM의 멤버로서 여자 배구·월드 그랑프리 2006의 스페셜 서포터를 맡는다.
2011년 8월 10일, Kis-My-Ft2로서 〈Everybody Go〉로 CD 데뷔.
2011년 가을, 무대 《미남이시네요》로 주연 카츠라기 렌 역을 연기했다.
2023년 8월 31일 Kis-My-Ft2를 졸업하고 쟈니즈 사무소를 퇴소예정이다.
2023년 9월 17일 전 쟈니스 사무소 부사장 타키자와 히데아키가 퇴사 후 설립한 연예사무소 TOBE에 합류를 발표했다.
2023년 11월 17일 첫 디지털 악곡 '乱心-RANSHIN-'을 전달해 솔로 데뷔했다.

## 출연

### 드라마
- 미사키 넘버 원!! (2011년 1월 12일 ~ 2011년 3월 16일, 닛폰 TV) - 미나토 료스케 역
- 미남이시네요 (2011년 9월 23일, TBS) - 콘서트 스태프 역
- 비기너즈! (2012년 7월 12일 ~ 9월 20일, TBS계) - 타치바나 단지 역
- 희미한 그녀 (2013년 4월 9일 ~ 6월 18일, 칸사이 TV) - 하야시 쿠니히코 역
- 재판장님! 배가 고픕니다! (2013년 10월 5일 ~ 2014년 3월 29일 , 닛폰 TV) - 닛타 세이기 역
- 가족 사냥 (2014년 7월 4일 ~ 9월 5일, TBS) - 스즈키 케이토쿠 역
- 헤이세이 부사이쿠 샐러리맨 제1화 (2014년 10월 18일, 닛폰 TV) - 파쿠파쿠 제과 CM 탤런트 역
- 사이렌 형사×그녀×완전 악녀 (2015년 10월 20일 ~ 12월 15일, 칸사이 TV) - 하야미 쇼 역

### 버라이어티·정보 프로그램
- YOU들! (2006년 10월 8일 ~ 2007년 9월 30일, 닛폰 TV)
- 더 소년구락부 (2003년 ~ , NHK-BS2·BShi·BS프리미엄)
- J'J Kis-My-Ft2 키타야마 히로미츠 홀로 인도 횡단 배낭 여행 (2012년 7월 2일 ~ 2012년 9월 24일, 닛폰 TV)
- 돌연! 황금전설. 1개월 1만엔 생활 (2013년 4월, TV 아사히)
- 세계의 일본인 부인을 봤다! (2015년 6월 ~, MBS/TBS)

### 라디오
- 키스마이 키타야마 히로미츠 나니킹 (2013년 10월 4일 ~ 2014년 3월 21일, 닛폰 방송)
- 키스마이 키타야마 히로미츠 나니키타 (2014년 4월 5일 ~ , 닛폰 방송)

### CM
- NTT 도코모 FOMA902i -끝말잇기 편- (2005년 11월) - 카메나시 카즈야의 친구 역

### 뮤직 비디오
- 슈지와 아키라 〈청춘 아미고〉 (2005년, 쟈니즈 엔터테인먼트)

### 무대
- DREAM BOYS (2006년, 제국 극장)
- 타키자와 연무성 2007 (2007년, 신바시 연무장)
- DREAM BOYS (2007년, 제국 극장)
- 타키자와 연무성 '08 생명(LOVE) (2008년, 신바시 연무장) 키라 코즈케노스케 역
- 타키자와 연무성 '09 타키&Lucky LOVE (2009년)
- PLAYZONE 2009 ~태양으로부터의 편지~ (2009년) 주연
- 신춘 타키자와 혁명 (2010년, 제국 극장)
- 신춘 인생 혁명 (2010년, 제국 극장)
- 소년들~창살 없는 감옥~ (2010년, 닛세이 극장)
- 미남이시네요 (2011년, 아카사카 ACT 시어터·카나가와 예술 극장·모리노미야 필로티 홀·카날 시티 극장) 주연·카츠라기 렌 역
- 사랑의 노래를 부르자 (2014년, 토큐 시어터 오브·오릭스 극장) 주연·히로토 역

## 솔로곡
- 『蛹』 / 『번데기』 - Kis-My-Ft2의 1번째 앨범 《Kis-My-1st》에 수록[5], JASRAC 작품 코드:184-1950-0[6]
- Give me... - Kis-My-Ft2의 2번째 앨범 《Good 가자!》에 수록[7]
- ROCK U - Kis-My-Ft2의 2번째 앨범 《Good 가자!》 특전 CD 〈Kis-My-Zero 3〉에 수록[7], JASRAC 작품 코드:178-5321-4[6]
- FORM - Kis-My-Ft2의 3번째 앨범 《Kis-My-Journey》에 수록